# Voleibol sentado nos Jogos Paralímpicos de Verão de 2012 - Masculino
O torneio masculino de voleibol sentado nos Jogos Paralímpicos de Verão de 2012 estão sendo disputadas entre os dias 30 de agosto e 8 de setembro no Complexo ExCel, em Londres.
As 10 equipes foram divididas em dois grupos de 5 equipes cada. As equipes se enfrentam dentro de seus grupos uma única vez. Os 4 primeiros de cada grupo avançam à fase eliminatória.

## Medalhistas
|  | BIH Bósnia e Herzegovina |  | IRI Irã |  | GER Alemanha |
|  | Ismet Godinjak Adnan Manko Adnan Kešmer Asim Medić Mirzet Duran Nizam Čančar Dževad Hamzić Benis Kadrić Safet Alibasić Sabahudin Delalić Ermin Jusufović |  | Majid Lashgarisanami Reza Peidayesh Davood Alipourian Ahmad Eiri Naser Hassanpour Alinazari Sadegh Bigdeli Jalil Eimery Seyedsaeid Ebrahimibaladezaei Isa Zirahi Ramezan Salehi Hajikolaei Mohammad Khaleghi |  | Alexander Schiffler Thomas Renger Stefan Haehnlein Sebastian Czpakowski Heiko Wiesenthal Peter Schlorf Jürgen Schrapp Christoph Herzog Barbaros Sayilir Torben Schiewe |

## Qualificação
| Competição                                                  | Data                        | Sede                   | Vagas | Classificados                              |
| ----------------------------------------------------------- | --------------------------- | ---------------------- | ----- | ------------------------------------------ |
| País-sede                                                   |                             |                        | 1     | GBR Grã-Bretanha                           |
| Campeonato Mundial de voleibol sentado de 2010              | 11 – 19 de julho de 2010    | Edmond, Estados Unidos | 3     | IRI Irã BIH Bósnia e Herzegovina EGY Egito |
| Jogos Para-Asiáticos de 2010                                | 13 – 18 de dezembro de 2011 | Guangzhou, China       | 1     | CHN China                                  |
| Campeonato Europeu de voleibol sentado de 2011              | 9 – 15 outubro de 2011      | Roterdã, Países Baixos | 1     | RUS Rússia                                 |
| Jogos Parapan-Americanos de 2011                            | 14 – 18 de novembro de 2011 | Guadalajara, México    | 1     | BRA Brasil                                 |
| Campeonato Africano Subsaariano de voleibol sentado de 2011 | 24 – 27 de novembro de 2011 | Kigali, Ruanda         | 1     | RWA Ruanda                                 |
| Campeonato Norte-Africano de voleibol sentado de 2011       | 2011                        |                        | 1     | MAR Marrocos                               |
| Convite                                                     |                             |                        | 1     | GER Alemanha                               |
| Total                                                       |                             |                        | 10    |                                            |

## Primeira fase
Todos as partidas seguem o horário de Londres (UTC+1).

### Grupo A
|     |                  |     | Jogos | Jogos | Jogos | Pontos | Pontos | Pontos | Sets | Sets | Sets  |
| Pos | Equipe           | Pts | T     | V     | D     | V      | P      | R      | V    | P    | R     |
| --- | ---------------- | --- | ----- | ----- | ----- | ------ | ------ | ------ | ---- | ---- | ----- |
| 1   | GER Alemanha     | 8   | 4     | 4     | 0     | 340    | 266    | 1.278  | 12   | 3    | 4,000 |
| 2   | RUS Rússia       | 7   | 4     | 3     | 1     | 356    | 275    | 1.295  | 11   | 5    | 2.200 |
| 3   | EGY Egito        | 6   | 4     | 2     | 2     | 175    | 143    | 1.224  | 5    | 3    | 1.667 |
| 4   | GBR Grã-Bretanha | 5   | 4     | 1     | 3     | 230    | 276    | 0.833  | 3    | 9    | 0.333 |
| 5   | MAR Marrocos     | 4   | 4     | 0     | 4     | 157    | 300    | 0.523  | 0    | 12   | 0,000 |

|  | Classificados às quartas de final |
|  | Eliminados                        |

| 30 de agosto de 2012 14:00 Relatório | Grã-Bretanha GBR | 0 — 3                         | RUS Rússia | Complexo ExCel, Londres Árbitro(s): BRA Ronaldo Chaves NED Benno Meijer |
| 30 de agosto de 2012 14:00 Relatório | 14 18 20 -       | Set 1 Set 2 Set 3 Set 4 Set 5 | 25 -       | Complexo ExCel, Londres Árbitro(s): BRA Ronaldo Chaves NED Benno Meijer |

| 30 de agosto de 2012 19:00 Relatório | Egito EGY | 3 — 0                         | MAR Marrocos | Complexo ExCel, Londres Árbitro(s): CHN Xia Xin IRI Masoud Yazdanpanah |
| 30 de agosto de 2012 19:00 Relatório | 25 -      | Set 1 Set 2 Set 3 Set 4 Set 5 | 10 12 22 -   | Complexo ExCel, Londres Árbitro(s): CHN Xia Xin IRI Masoud Yazdanpanah |

| 31 de agosto de 2012 11:00 Relatório | Alemanha GER | 3 — 0                         | MAR Marrocos | Complexo ExCel, Londres Árbitro(s): CAN France Marcoux KOR Jung Mal-Soon |
| 31 de agosto de 2012 11:00 Relatório | 25 -         | Set 1 Set 2 Set 3 Set 4 Set 5 | 11 10 9 -    | Complexo ExCel, Londres Árbitro(s): CAN France Marcoux KOR Jung Mal-Soon |

| 31 de agosto de 2012 21:00 Relatório | Grã-Bretanha GBR | 0 — 3                         | EGY Egito | Complexo ExCel, Londres Árbitro(s): GBR Joe Campbell POL Dariusz Jasinski |
| 31 de agosto de 2012 21:00 Relatório | 15 17 22 -       | Set 1 Set 2 Set 3 Set 4 Set 5 | 25 -      | Complexo ExCel, Londres Árbitro(s): GBR Joe Campbell POL Dariusz Jasinski |

| 1 de setembro de 2012 11:00 Relatório | Rússia RUS     | 2 — 3                         | GER Alemanha | Complexo ExCel, Londres Árbitro(s): LBA Khalid Shanishah SLO Janko Plešnik |
| 1 de setembro de 2012 11:00 Relatório | 18 25 19 25 13 | Set 1 Set 2 Set 3 Set 4 Set 5 | 25 11 25 15  | Complexo ExCel, Londres Árbitro(s): LBA Khalid Shanishah SLO Janko Plešnik |

| 2 de setembro de 2012 14:00 Relatório | Grã-Bretanha GBR | 3 — 0                         | MAR Marrocos | Complexo ExCel, Londres Árbitro(s): FIN Sari Mannersuo AUS Stephen Giugni |
| 2 de setembro de 2012 14:00 Relatório | 25 - -           | Set 1 Set 2 Set 3 Set 4 Set 5 | 20 19 12 -   | Complexo ExCel, Londres Árbitro(s): FIN Sari Mannersuo AUS Stephen Giugni |

| 2 de setembro de 2012 21:00 Relatório | Egito EGY   | 2 — 3                         | RUS Rússia  | Complexo ExCel, Londres Árbitro(s): CRO Dominik Raca BRA Ronaldo Chaves |
| 2 de setembro de 2012 21:00 Relatório | 25 18 21 11 | Set 1 Set 2 Set 3 Set 4 Set 5 | 22 19 25 15 | Complexo ExCel, Londres Árbitro(s): CRO Dominik Raca BRA Ronaldo Chaves |

| 3 de setembro de 2012 11:00 Relatório | Grã-Bretanha GBR | 0 — 3                         | GER Alemanha | Complexo ExCel, Londres Árbitro(s): IRI Masoud Yazdanpanah CHN Xia Xin |
| 3 de setembro de 2012 11:00 Relatório | 19 16 14 -       | Set 1 Set 2 Set 3 Set 4 Set 5 | 25 -         | Complexo ExCel, Londres Árbitro(s): IRI Masoud Yazdanpanah CHN Xia Xin |

| 4 de setembro de 2012 09:00 Relatório | Egito EGY     | 1 — 3                         | GER Alemanha | Complexo ExCel, Londres Árbitro(s): EST Toomas Murulo CRO Dominik Raca |
| 4 de setembro de 2012 09:00 Relatório | 16 22 25 24 - | Set 1 Set 2 Set 3 Set 4 Set 5 | 25 23 26 -   | Complexo ExCel, Londres Árbitro(s): EST Toomas Murulo CRO Dominik Raca |

| 4 de setembro de 2012 14:00 Relatório | Rússia RUS | 3 — 0                         | MAR Marrocos | Complexo ExCel, Londres Árbitro(s): BIH Adnan Kolos GRE Dimosthenis Kostopoulos |
| 4 de setembro de 2012 14:00 Relatório | 25 -       | Set 1 Set 2 Set 3 Set 4 Set 5 | 13 8 11 -    | Complexo ExCel, Londres Árbitro(s): BIH Adnan Kolos GRE Dimosthenis Kostopoulos |

### Grupo B
|     |                          |     | Jogos | Jogos | Jogos | Pontos | Pontos | Pontos | Sets | Sets | Sets   |
| Pos | Equipe                   | Pts | T     | V     | D     | V      | P      | R      | V    | P    | R      |
| --- | ------------------------ | --- | ----- | ----- | ----- | ------ | ------ | ------ | ---- | ---- | ------ |
| 1   | IRI Irã                  | 8   | 4     | 4     | 0     | 322    | 207    | 1.556  | 12   | 1    | 12,000 |
| 2   | BIH Bósnia e Herzegovina | 7   | 4     | 3     | 1     | 309    | 240    | 1.288  | 10   | 3    | 3.333  |
| 3   | BRA Brasil               | 6   | 4     | 2     | 2     | 257    | 230    | 1.117  | 6    | 6    | 1,000  |
| 4   | CHN China                | 5   | 4     | 1     | 3     | 243    | 266    | 0.914  | 3    | 9    | 0.333  |
| 5   | RWA Ruanda               | 4   | 4     | 0     | 4     | 115    | 300    | 0.383  | 0    | 12   | 0,000  |

|  | Classificados às quartas de final |
|  | Eliminados                        |

| 30 de agosto de 2012 16:00 Relatório | Bósnia e Herzegovina BIH | 3—0                           | CHN China  | Complexo ExCel, Londres Árbitro(s): EST Toomas Murulo EGY Mourad El-Baroudy |
| 30 de agosto de 2012 16:00 Relatório | 26 25 -                  | Set 1 Set 2 Set 3 Set 4 Set 5 | 24 21 17 - | Complexo ExCel, Londres Árbitro(s): EST Toomas Murulo EGY Mourad El-Baroudy |

| 30 de agosto de 2012 21:00 Relatório | Irã IRI | 3—0                           | RWA Ruanda | Complexo ExCel, Londres Árbitro(s): SLO Janko Plešnik GBR Dee Wauchope |
| 30 de agosto de 2012 21:00 Relatório | 26 25 - | Set 1 Set 2 Set 3 Set 4 Set 5 | 24 21 17 - | Complexo ExCel, Londres Árbitro(s): SLO Janko Plešnik GBR Dee Wauchope |

| 31 de agosto de 2012 14:00 Relatório | Brasil BRA | 3—0                           | RWA Ruanda | Complexo ExCel, Londres Árbitro(s): AUS Stephen Giugni GBR Glynn Archibald |
| 31 de agosto de 2012 14:00 Relatório | 25 -       | Set 1 Set 2 Set 3 Set 4 Set 5 | 5 13 -     | Complexo ExCel, Londres Árbitro(s): AUS Stephen Giugni GBR Glynn Archibald |

| 1 de setembro de 2012 14:00 Relatório | Irã IRI | 3—0                           | CHN China  | Complexo ExCel, Londres Árbitro(s): GRE Dimosthenis Kostopoulos KSA Glynn Archibald |
| 1 de setembro de 2012 14:00 Relatório | 25 -    | Set 1 Set 2 Set 3 Set 4 Set 5 | 15 19 12 - | Complexo ExCel, Londres Árbitro(s): GRE Dimosthenis Kostopoulos KSA Glynn Archibald |

| 1 de setembro de 2012 21:00 Relatório | Bósnia e Herzegovina BIH | 3—0                           | BRA Brasil | Complexo ExCel, Londres Árbitro(s): GER Anton Probst USA Joe Campbell |
| 1 de setembro de 2012 21:00 Relatório | 25 -                     | Set 1 Set 2 Set 3 Set 4 Set 5 | 14 21 19 - | Complexo ExCel, Londres Árbitro(s): GER Anton Probst USA Joe Campbell |

| 2 de setembro de 2012 21:00 Relatório | China CHN | 3—0                           | RWA Ruanda | Complexo ExCel, Londres Árbitro(s): GBR Dee Wauchope GER Ute Fischer |
| 2 de setembro de 2012 21:00 Relatório | 25 -      | Set 1 Set 2 Set 3 Set 4 Set 5 | 10 13 17 - | Complexo ExCel, Londres Árbitro(s): GBR Dee Wauchope GER Ute Fischer |

| 3 de setembro de 2012 14:00 Relatório | Irã IRI | 3 — 0                         | BRA Brasil | Complexo ExCel, Londres Árbitro(s): KSA Amin Al-Traifi EGY Mourad El-Baroudy |
| 3 de setembro de 2012 14:00 Relatório | 25 -    | Set 1 Set 2 Set 3 Set 4 Set 5 | 7 12 8 -   | Complexo ExCel, Londres Árbitro(s): KSA Amin Al-Traifi EGY Mourad El-Baroudy |

| 3 de setembro de 2012 21:00 Relatório | Bósnia e Herzegovina BIH | 3 — 0                         | RWA Ruanda | Complexo ExCel, Londres Árbitro(s): NED Benno Meijer GBR Glynn Archibald |
| 3 de setembro de 2012 21:00 Relatório | 25 - -                   | Set 1 Set 2 Set 3 Set 4 Set 5 | 7 12 8 -   | Complexo ExCel, Londres Árbitro(s): NED Benno Meijer GBR Glynn Archibald |

| 4 de setembro de 2012 11:00 Relatório | Brasil BRA | 3 — 0                         | CHN China  | Complexo ExCel, Londres Árbitro(s): FIN Sari Mannersuo GER Anton Probst |
| 4 de setembro de 2012 11:00 Relatório | 25 -       | Set 1 Set 2 Set 3 Set 4 Set 5 | 17 23 20 - | Complexo ExCel, Londres Árbitro(s): FIN Sari Mannersuo GER Anton Probst |

| 4 de setembro de 2012 16:00 Relatório | Irã IRI | 3 — 0                         | BIH Bósnia e Herzegovina | Complexo ExCel, Londres Árbitro(s): POL Dariusz Jasinski SLO Janko Plešnik |
| 4 de setembro de 2012 16:00 Relatório | 22 25 - | Set 1 Set 2 Set 3 Set 4 Set 5 | 25 18 22 -               | Complexo ExCel, Londres Árbitro(s): POL Dariusz Jasinski SLO Janko Plešnik |

## Fase eliminatória

### Decisão pelo 9º lugar
| 7 de setembro de 2012 14:00 Relatório | Marrocos MAR | 1 — 3                         | RWA Ruanda | Complexo ExCel, Londres Árbitro(s): GBR Dee Wauchope CHN Xia Xin |
| 7 de setembro de 2012 14:00 Relatório | 25 22 23 -   | Set 1 Set 2 Set 3 Set 4 Set 5 | 20 27 25 - | Complexo ExCel, Londres Árbitro(s): GBR Dee Wauchope CHN Xia Xin |

### Fase final
|  | Quartas de final | Quartas de final         | Quartas de final         |         |           | Semifinais   | Semifinais          | Semifinais          |                     |  | Final | Final                    | Final |
|  |                  |                          |                          |         |           |              |                     |                     |                     |  |       |                          |       |
|  | A1               | GER Alemanha             | 3                        |         |           |              |                     |                     |                     |  |       |                          |       |
|  | B4               | CHN China                | 2                        |         |           |              |                     |                     |                     |  |       |                          |       |
|  | B4               | CHN China                | 2                        |         | A1        | GER Alemanha | 0                   |                     |                     |  |       |                          |       |
|  |                  |                          |                          |         | A1        | GER Alemanha | 0                   |                     |                     |  |       |                          |       |
|  |                  | B2                       | BIH Bósnia e Herzegovina | 3       |           |              |                     |                     |                     |  |       |                          |       |
|  | A3               | B2                       | BIH Bósnia e Herzegovina | 3       | EGY Egito | 0            |                     |                     |                     |  |       |                          |       |
|  | A3               |                          |                          |         | EGY Egito | 0            |                     |                     |                     |  |       |                          |       |
|  | B2               | BIH Bósnia e Herzegovina | 3                        |         |           |              |                     |                     |                     |  |       |                          |       |
|  |                  |                          |                          |         |           |              |                     |                     |                     |  | B2    | BIH Bósnia e Herzegovina | 3     |
|  |                  |                          | B1                       | IRI Irã | 1         |              |                     |                     |                     |  |       |                          |       |
|  | A2               | RUS Rússia               | 3                        |         |           |              |                     |                     |                     |  |       |                          |       |
|  | B3               | BRA Brasil               | 2                        |         |           |              |                     |                     |                     |  |       |                          |       |
|  | B3               | BRA Brasil               | 2                        |         | A2        | RUS Rússia   | 0                   |                     |                     |  |       |                          |       |
|  |                  |                          |                          |         | A2        | RUS Rússia   | 0                   |                     |                     |  |       |                          |       |
|  |                  | B1                       | IRI Irã                  | 3       |           |              | Disputa pelo bronze | Disputa pelo bronze | Disputa pelo bronze |  |       |                          |       |
|  | A4               | GBR Grã-Bretanha         | 0                        |         |           |              | A1                  | GER Alemanha        | 3                   |  |       |                          |       |
|  | B1               | IRI Irã                  | 3                        |         |           |              |                     |                     |                     |  | A2    | RUS Rússia               | 2     |

### Fase de consolação
|  | Disputa pelo 5º-8º lugar | Disputa pelo 5º-8º lugar | Disputa pelo 5º-8º lugar |  |  | Disputa pelo 5º lugar | Disputa pelo 5º lugar | Disputa pelo 5º lugar |
|  |                          |                          |                          |  |  |                       |                       |                       |
|  | B4                       | CHN China                | 2                        |  |  |                       |                       |                       |
|  | A3                       | EGY Egito                | 3                        |  |  |                       |                       |                       |
|  |                          |                          |                          |  |  | A3                    | EGY Egito             | 2                     |
|  |                          |                          |                          |  |  | B3                    | BRA Brasil            | 3                     |
|  | B3                       | BRA Brasil               | 3                        |  |  |                       |                       |                       |
|  | A4                       | GBR Grã-Bretanha         | 0                        |  |  | Disputa pelo 7º lugar | Disputa pelo 7º lugar | Disputa pelo 7º lugar |
|  |                          |                          |                          |  |  | B4                    | CHN China             | 3                     |
|  |                          |                          |                          |  |  | A4                    | GBR Grã-Bretanha      | 0                     |

#### Quartas de final
| 5 de setembro de 2012 9:00 Relatório | Alemanha GER | 3 — 2                         | CHN China   | Complexo ExCel, Londres Árbitro(s): BIH Adnan Kolos CAN France Marcoux |
| 5 de setembro de 2012 9:00 Relatório | 19 21 25 15  | Set 1 Set 2 Set 3 Set 4 Set 5 | 25 21 19 10 | Complexo ExCel, Londres Árbitro(s): BIH Adnan Kolos CAN France Marcoux |

| 5 de setembro de 2012 11:00 Relatório | Rússia RUS  | 3 — 2                         | BRA Brasil | Complexo ExCel, Londres Árbitro(s): LBA Khalid Shanishah KOR Jung Mal-Soon |
| 5 de setembro de 2012 11:00 Relatório | 18 25 19 15 | Set 1 Set 2 Set 3 Set 4 Set 5 | 25 15 25 8 | Complexo ExCel, Londres Árbitro(s): LBA Khalid Shanishah KOR Jung Mal-Soon |

| 5 de setembro de 2012 14:00 Relatório | Egito EGY  | 0 — 3                         | BIH Bósnia e Herzegovina | Complexo ExCel, Londres Árbitro(s): USA Joe Campbell KSA Amin Al-Traifi |
| 5 de setembro de 2012 14:00 Relatório | 17 16 22 - | Set 1 Set 2 Set 3 Set 4 Set 5 | 25 -                     | Complexo ExCel, Londres Árbitro(s): USA Joe Campbell KSA Amin Al-Traifi |

| 5 de setembro de 2012 21:00 Relatório | Grã-Bretanha GBR | 0 — 3                         | IRI Irã | Complexo ExCel, Londres Árbitro(s): GRE Dimosthenis Kostopoulos GER Ute Fisher |
| 5 de setembro de 2012 21:00 Relatório | 18 13 15 -       | Set 1 Set 2 Set 3 Set 4 Set 5 | 25 -    | Complexo ExCel, Londres Árbitro(s): GRE Dimosthenis Kostopoulos GER Ute Fisher |

#### Disputa pelo 5º-8º lugar
| 6 de setembro de 2012 14:00 Relatório | China CHN   | 2 — 3                         | EGY Egito   | Complexo ExCel, Londres Árbitro(s): CRO Dominik Raca FIN Sari Mannersuo |
| 6 de setembro de 2012 14:00 Relatório | 25 23 25 11 | Set 1 Set 2 Set 3 Set 4 Set 5 | 16 25 17 15 | Complexo ExCel, Londres Árbitro(s): CRO Dominik Raca FIN Sari Mannersuo |

| 6 de setembro de 2012 19:00 Relatório | Brasil BRA | 3 — 0                         | GBR Grã-Bretanha | Complexo ExCel, Londres Árbitro(s): KSA Amin Al-Traif POL Dariusz Jasinski |
| 6 de setembro de 2012 19:00 Relatório | 25 -       | Set 1 Set 2 Set 3 Set 4 Set 5 | 20 16 15 -       | Complexo ExCel, Londres Árbitro(s): KSA Amin Al-Traif POL Dariusz Jasinski |

### Disputa pelo 7º lugar
| 7 de setembro de 2012 16:00 Relatório | China CHN | 3 — 0                         | GBR Grã-Bretanha | Complexo ExCel, Londres Árbitro(s): EST Toomas Murulo GER Anton Probst |
| 7 de setembro de 2012 16:00 Relatório | 25 -      | Set 1 Set 2 Set 3 Set 4 Set 5 | 14 16 22 -       | Complexo ExCel, Londres Árbitro(s): EST Toomas Murulo GER Anton Probst |

### Disputa pelo 5º lugar
| 8 de setembro de 2012 14:00 Relatório | Egito EGY      | 2 — 3                         | BRA Brasil  | Complexo ExCel, Londres Árbitro(s): IRI Masoud Yazdanpanah NED Benno Meijer |
| 8 de setembro de 2012 14:00 Relatório | 14 25 21 25 13 | Set 1 Set 2 Set 3 Set 4 Set 5 | 25 15 25 15 | Complexo ExCel, Londres Árbitro(s): IRI Masoud Yazdanpanah NED Benno Meijer |

#### Semifinais
| 6 de setembro de 2012 16:00 Relatório | Alemanha GER | 0 — 3                         | BIH Bósnia e Herzegovina | Complexo ExCel, Londres Árbitro(s): KOR Jung Mal-Soon LBA Khalid Shanishah |
| 6 de setembro de 2012 16:00 Relatório | 19 20 14 -   | Set 1 Set 2 Set 3 Set 4 Set 5 | 25 -                     | Complexo ExCel, Londres Árbitro(s): KOR Jung Mal-Soon LBA Khalid Shanishah |

| 6 de setembro de 2012 21:00 Relatório | Rússia RUS | 0 — 3                         | IRI Irã | Complexo ExCel, Londres Árbitro(s): NED Benno Meijer BRA Ronaldo Chaves |
| 6 de setembro de 2012 21:00 Relatório | 15 18 -    | Set 1 Set 2 Set 3 Set 4 Set 5 | 25 -    | Complexo ExCel, Londres Árbitro(s): NED Benno Meijer BRA Ronaldo Chaves |

#### Disputa pelo bronze
| 8 de setembro de 2012 16:00 Relatório | Alemanha GER   | 3 — 2                         | RUS Rússia     | Complexo ExCel, Londres Árbitro(s): POL Dariusz Jasinski GBR Glynn Archibald |
| 8 de setembro de 2012 16:00 Relatório | 20 26 22 25 16 | Set 1 Set 2 Set 3 Set 4 Set 5 | 25 24 25 22 14 | Complexo ExCel, Londres Árbitro(s): POL Dariusz Jasinski GBR Glynn Archibald |

#### Final
| 8 de setembro de 2012 18:00 | Bósnia e Herzegovina BIH | 3 — 1                         | IRI Irã       | Complexo ExCel, Londres Árbitro(s): GER Anton Probst EST Toomas Murulo |
| 8 de setembro de 2012 18:00 | 19 25 -                  | Set 1 Set 2 Set 3 Set 4 Set 5 | 25 21 22 15 - | Complexo ExCel, Londres Árbitro(s): GER Anton Probst EST Toomas Murulo |

## Classificação final
| Pos.   | País                     |
| ------ | ------------------------ |
| Ouro   | BIH Bósnia e Herzegovina |
| Prata  | IRI Irã                  |
| Bronze | GER Alemanha             |
| 4      | RUS Rússia               |
| 5      | BRA Brasil               |
| 6      | EGY Egito                |
| 7      | CHN China                |
| 8      | GBR Grã-Bretanha         |
| 9      | RWA Ruanda               |
| 10     | MAR Marrocos             |